# 천포초등학교
천포초등학교는 대한민국 경상북도 경주시에 있는 공립 초등학교이다.

## 학교 연혁
- 1963.06.29. 천포국민학교 설립 인가
- 1964.03.01. 천포국민학교 개교
- 1972.12.12. 산성분교장 개축 준공
- 1981.02.04. 천포국민학교 병설유치원 인가
- 1981.03.10. 천포국민학교 병설유치원 개원
- 1986.05.31. 산성분교장 본교 통폐합
- 1996.01.01. 천포초등학교로 개명
- 2014.03.01. 제20대 주순남 교장 부임
- 2015.02.17. 제50회 졸업(졸업생 총수 4,476명)
- 2015.03.02. 5학급 편성

## 참고 자료
- 천포초등학교 - 한국교육학술정보원 학교알리미